# Sam Worthington
Samuel Henry J. "Sam" Worthington (Godalming, Surrey, Anglia, 1976. augusztus 2. –) angol-ausztrál színész, forgatókönyvíró.
Ismertebb akciófilmes alakításai voltak az Avatar (2009) és a Terminátor: Megváltás (2009) című sci-fikben, továbbá Perszeuszként A titánok harca (2010) és  A titánok haragja (2012) című fantasyfilmekben. Drámaibb szerepeket kapott olyan filmekben, mint Az adósság (2010), az Everest (2015), A fegyvertelen katona (2016), A viskó (2017) és a Megrepedve (2019).
Szinkronszínészként hangját kölcsönözte Alex Mason főszereplőnek a Call of Duty: Black Ops című 2010-es videójátékban és annak két folytatásában.

## Élete és pályafutása
1976. augusztus 2-án született az angliai Godalmingben, majd 6 hónapos korában a család átköltözött Perthbe, Nyugat-Ausztráliába. Warnbro egyik külvárosában, Rockinghamban nőtt fel. Apja, Ronald egy erőműnél dolgozott, míg anyja háztartásbeliként otthon vele és húgával volt. A John Curtin Művészeti Főiskolába járt, majd 17 évesen otthagyta tanulmányait és alkalmi munkákból, illetve építkezésekből élt meg Sydneyben. 19 évesen kőművesként dolgozott, majd ösztöndíjjal felvették a NIDA-ra (National Institute of Dramatic Art).
1998-ban befejezte tanulmányait a NIDA-n, és szerepet kapott a Judás csókja (The Judah Kiss) nevezetű előadásban. Ezek után kisebb-nagyobb szerepeket kapott egyéb ausztrál filmben/sorozatban, ilyen a Bootmen (2000), főszerep a Dirty Deedsben (2002), a Gettin' Square (2003), a Somersaultban (2004) és egy remake-ben, a Macbethben is (2006). A Bootmen szerepe miatt az Ausztrál Filmintézet (AFI) a legjobb főszereplő kategóriájában jelölte, majd 2004-ben el is nyerte a Somersault szerepe kapcsán.
A J.A.G. – Becsületbeli ügyek nevezetű sorozat 97. részében vendégszerepelt,  megismertetve magát az amerikai nézőkkel.
Karrierje akkor kezdett felfelé ívelni, mikor szerepet kapott a Hart háborújában és a The Great Raid filmben. 2006-ban, a mindenki által ismert James Bond egyik legesélyesebb főszereplőjének tartották, de végül a szerepet Daniel Craig kapta meg a Casino Royale című filmben.
2007-ben James Cameron őt választotta ki az Avatar című film férfi főszerepére.
A nagy áttörés 2008-ban volt, ugyanis James Cameron beajánlotta a Terminátor: Megváltás egyik főszereplőjének, amit el is nyert és hatalmas ismertségre tett szert.

## Filmográfia

### Film
| Év   | Magyar cím                   | Eredeti cím                           | Szerep                      | Magyar hang     | Rendező            |
| ---- | ---------------------------- | ------------------------------------- | --------------------------- | --------------- | ------------------ |
| 2000 | Bakancstánc                  | Bootmen                               | Mitchell Okden              | Simonyi Balázs  | Dein Perry         |
| 2002 | Hart háborúja                | Hart's War                            | B.J. "Depot" Guidry tizedes | n.a             | Gregory Hoblit     |
| 2002 | Mocskos játékok              | Dirty Deeds                           | Darcy                       | Welker Gábor    | David Caesar       |
| 2003 | Egyenesbe jövünk             | Gettin' Square                        | Barry Wirth                 | Széles Tamás    | Jonathan Teplitzky |
| 2004 | Cigánykerék                  | Somersault                            | Joe                         | Dányi Krisztián | Cate Shortland     |
| 2004 |                              | Thunderstruck                         | Ronnie                      |                 | Darren Ashton      |
| 2005 |                              | Fink!                                 | Able                        |                 | Timothy Boyle      |
| 2005 | A nagy mentőakció            | The Great Raid                        | Lucas őrvezető              | Pálmai Szabolcs | John Dahl          |
| 2006 | Macbeth                      | Macbeth                               | Lord Macbeth                |                 | Geoffrey Wright    |
| 2007 | A fenevad                    | Rogue                                 | Neil Kelly                  | Kapácsy Miklós  | Greg Mclean        |
| 2009 | Terminátor: Megváltás        | Terminator Salvation                  | Marcus Wright               | Széles Tamás    | McG                |
| 2009 | Avatar                       | Avatar                                | Jake Sully                  | Széles Tamás    | James Cameron (1.) |
| 2010 | A titánok harca              | Clash of the Titans                   | Perszeusz                   | Széles Tamás    | Louis Leterrier    |
| 2010 | Tegnap éjjel                 | Last Night                            | Michael Reed                | Stohl András    | Massy Tadjedin     |
| 2010 | Szerelem és bizalmatlanság   | Love & Distrust                       | Miles                       |                 | Lorraine Bracco    |
| 2010 | Az adósság                   | The Debt                              | David Peretz fiatalon       | Simon Kornél    | John Madden        |
| 2011 | Texas gyilkos földjén        | Texas Killing Fields                  | Mike Souder nyomozó         | Széles Tamás    | Ami Canaan Mann    |
| 2012 | Borotvaélen                  | Man on a Ledge                        | Nick Cassidy                | Széles Tamás    | Asger Leth         |
| 2012 | A titánok haragja            | Wrath of the Titans                   | Perszeusz                   | Széles Tamás    | Jonathan Liebesman |
| 2013 | Hullámok hátán               | Drift                                 | JB                          | Anger Zsolt     | Morgan O'Neill     |
| 2013 | Hullámok hátán               | Drift                                 | JB                          | Anger Zsolt     | Ben Nott           |
| 2014 | Szabotázs                    | Sabotage                              | James "Monstrum" Murray     | Szabó Győző     | David Ayer         |
| 2014 | Boldogság bármi áron         | Cake                                  | Roy Collins                 | Széles Tamás    | Daniel Barnz       |
| 2014 |                              | The Keeping Room                      | Moses                       |                 | Daniel Barber      |
| 2015 |                              | Paper Planes                          | Jack Webber                 |                 | Robert Connolly    |
| 2015 | A Heineken-emberrablás       | Kidnapping Freddy Heineken            | Willem Holleeder            | Széles Tamás    | Daniel Alfredson   |
| 2015 | Everest                      | Everest                               | Guy Cotter                  | Miller Zoltán   | Baltasar Kormákur  |
| 2016 | A fegyvertelen katona        | Hacksaw Ridge                         | Glover kapitány             | Széles Tamás    | Mel Gibson         |
| 2017 | A viskó                      | The Shack                             | Mack Phillips               | Széles Tamás    | Stuart Hazeldine   |
| 2017 | Csak egy meló                | The Hunter's Prayer                   | Stephen Lucas               | Varga Gábor     | Jonathan Mostow    |
| 2018 | A Titán                      | The Titan                             | Rick Janssen hadnagy        | Széles Tamás    | Lennart Ruff       |
| 2019 | Megrepedve                   | Fractured                             | Ray Monroe                  |                 | Brad Anderson      |
| 2021 |                              | Lansky                                | Meyer Lansky                |                 | Eytan Rockaway     |
| 2021 |                              | The Last Son                          | Isaac LeMay                 |                 | Tim Sutton         |
| 2022 |                              | 9 Bullets                             | Jack                        |                 | Gigi Gaston        |
| 2022 | Avatar: A víz útja           | Avatar: The Way of Water              | Jake Sully                  | Széles Tamás    | James Cameron (2.) |
| 2023 |                              | Transfusion                           | Ryan Logan                  |                 | Matt Nable         |
| 2023 | Szimuláns                    | Simulant                              | Kessler                     | Széles Tamás    | April Mullen       |
| 2024 | Légi csibészek               | Lift                                  | Huxley                      | Széles Tamás    | F. Gary Gray       |
| 2024 | Lélegezz                     | Breathe                               | Lucas                       | Czető Roland    | Stefon Bristol     |
| 2024 | Ördögűzés                    | The Exorcism                          | Joe                         | Széles Tamás    | Joshua John Miller |
| 2024 | Horizont: Egy amerikai eposz | Horizon: An American Saga – Chapter 1 | Trent Gephardt              | Széles Tamás    | Kevin Costner      |

### Televízió

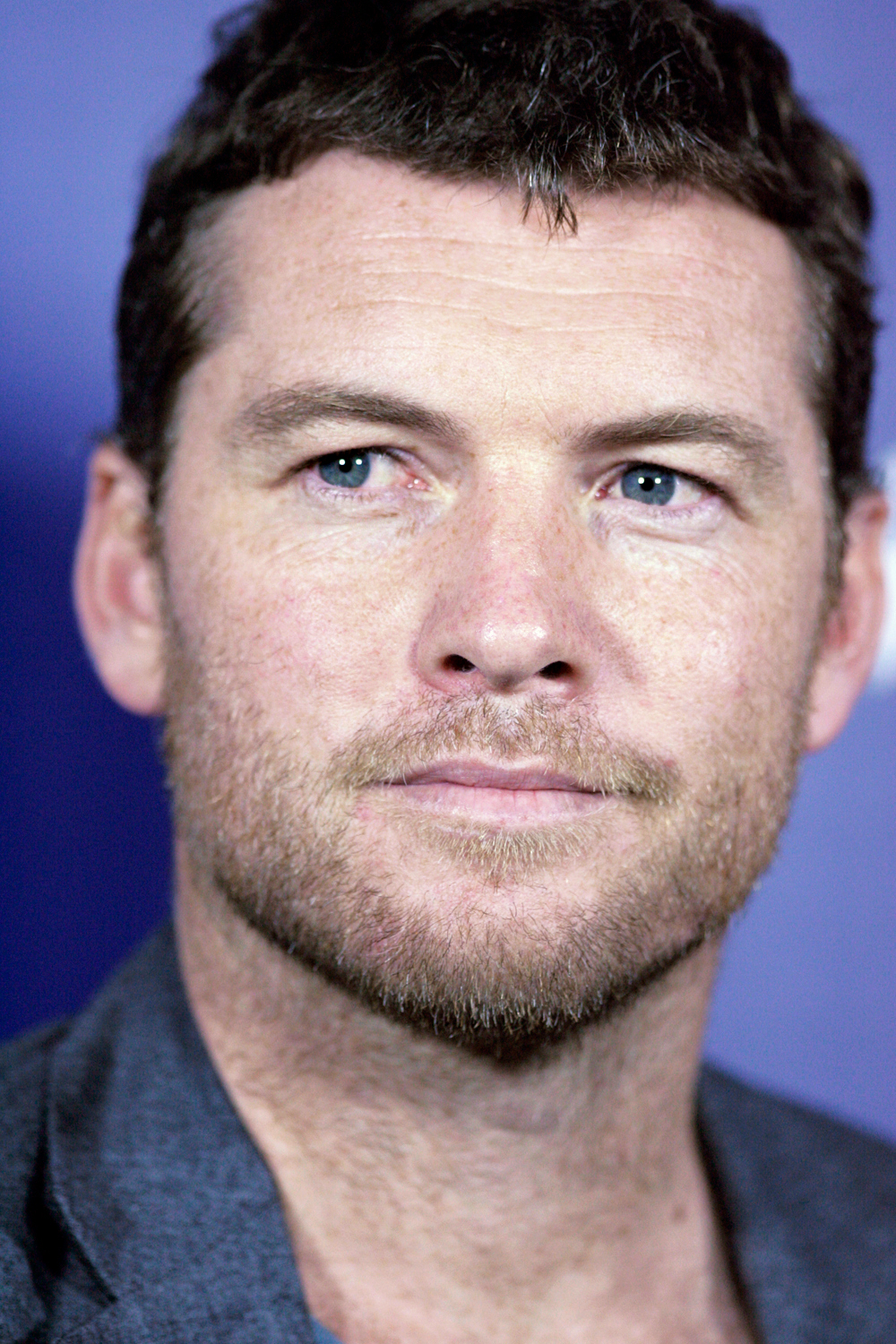
A 2013-as Tropfest-en, Sydneyben

| Év   | Magyar cím                     | Eredeti cím        | Szerep           | Megjegyzések                               |
| ---- | ------------------------------ | ------------------ | ---------------- | ------------------------------------------ |
| 2000 | JAG – Becsületbeli ügyek       | JAG                | Dunsmore         | 1 epizód                                   |
| 2000 | Vízizsaruk                     | Water Rats         | Phillip Champion | 1 epizód                                   |
| 2000 | Blue Heelers: Kisvárosi zsaruk | Blue Heelers       | Shane Donovan    | 1 epizód                                   |
| 2004 |                                | Love My Way        | Howard Light     | 10 epizód                                  |
| 2005 |                                | The Surgeon        | Dr. Sam Dash     | 8 epizód                                   |
| 2006 | Túlvilági történetek           | Two Twisted        | Gus Rogers       | 1 epizód                                   |
| 2015 |                                | Deadline Gallipoli | Phillip Schuler  | - minisorozat (4 epizód) - vezető producer |
| 2017 | Manhunt                        | Manhunt: Unabomber | Jim Fitzgerald   |                                            |

### Videójáték
| Év   | Cím                        | Szerep     | Megjegyzések       |
| ---- | -------------------------- | ---------- | ------------------ |
| 2010 | Call of Duty: Black Ops    | Alex Mason |                    |
| 2012 | Call of Duty: Black Ops II | Alex Mason |                    |
| 2018 | Call of Duty: Black Ops 4  | Alex Mason | speciális karakter |

## Fordítás
- Ez a szócikk részben vagy egészben  a   Sam Worthington című angol Wikipédia-szócikk fordításán alapul.  Az eredeti cikk szerkesztőit annak laptörténete sorolja fel. Ez a jelzés csupán a megfogalmazás eredetét és a szerzői jogokat jelzi, nem szolgál a cikkben szereplő információk forrásmegjelöléseként.